# Sardana
Sardana [sərˈðanə] ist ein katalanischer Volkstanz. Verbreitet sind die Sardanes vor allem in der spanischen Region Katalonien und im französischen Nordkatalonien, wobei man sie überall dort antrifft, wo Katalanen zum Feiern zusammenkommen.

## Einführung

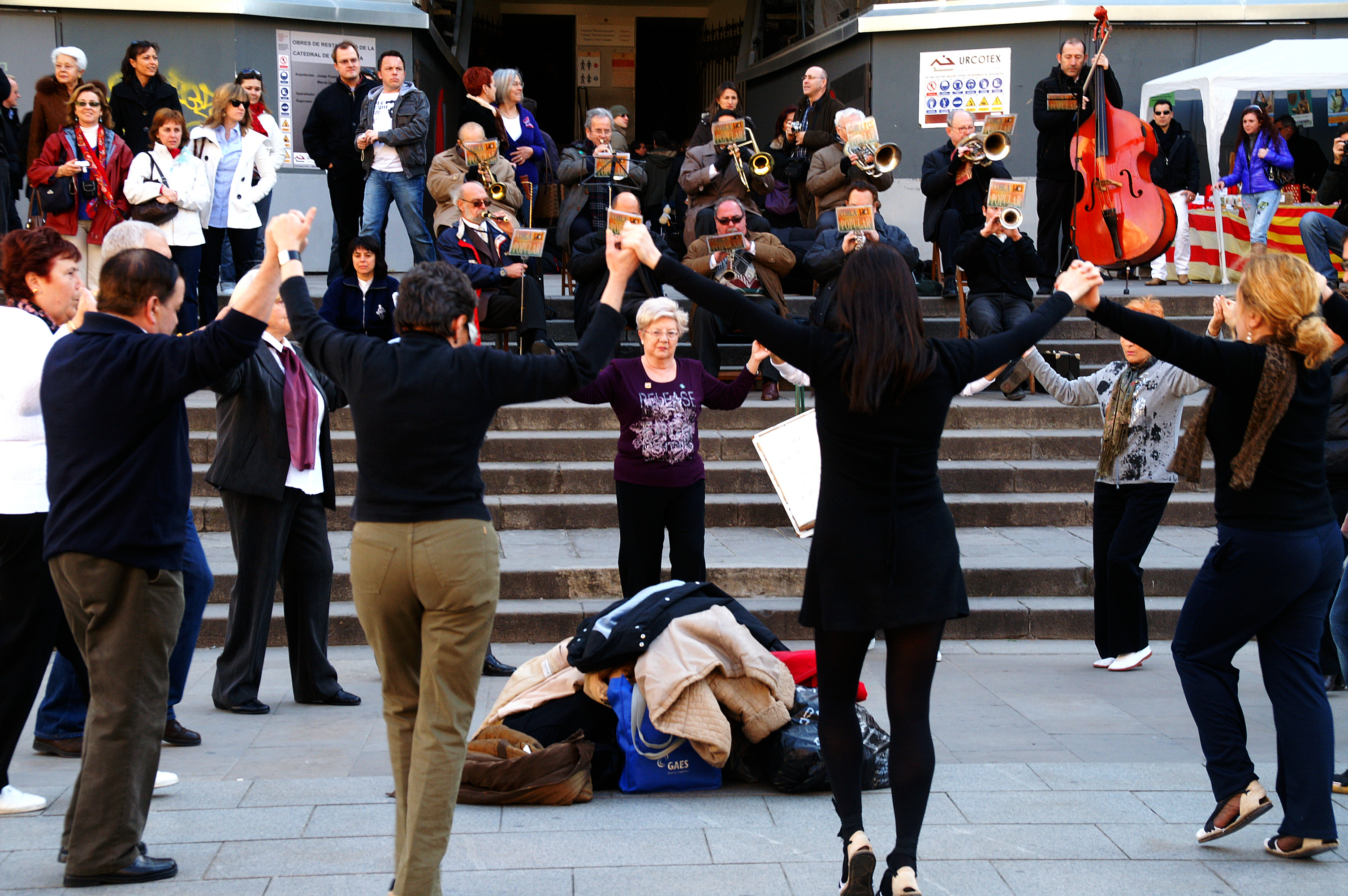
Sonntäglicher Sardanatanz vor der Kathedrale von Barcelona, das Sardanaorchester im Bildhintergrund auf den Treppenstufen zur Kathedrale

Die Tänzer fassen sich im Kreis an den Händen. Wie in einem Reigentanz bewegt sich sodann der Kreis links und rechts herum, in wechselndem Tempo, jedoch meist langsam, konzentriert und ernst. Als nationales Symbol der Katalanen war die Sardana unter Franco lange Zeit verboten.
Die Tänzer müssen die kurzen und langen Schritte sowie die Sprünge genau abzählen. Für die Musik sorgt die Cobla, ein elfköpfiges Orchester mit einem leitenden Musiker, der mit der Linken das Flabiol, die katalanische Form der Einhandflöte, und mit der rechten Hand eine kleine Trommel, das Tamborí (zuweilen auch Tabal genannt), spielt.
Die Cobla besteht insgesamt aus fünf Holz- und fünf Blechbläsern und dem Kontrabass.
Vom Grundtypus her unterscheidet man die ältere Sardana curta („kurze Sardana“) und die modernere Sardana llarga („lange Sardana“). Neben den reinen „Tanz-Sardanas“ gibt es auch „Konzert-Sardanas“ und Sardanas, die um einen Chor-Part erweitert sind. Eine sehr bekannte Sardana ist beispielsweise La Santa Espina.

## Struktur des Tanzes

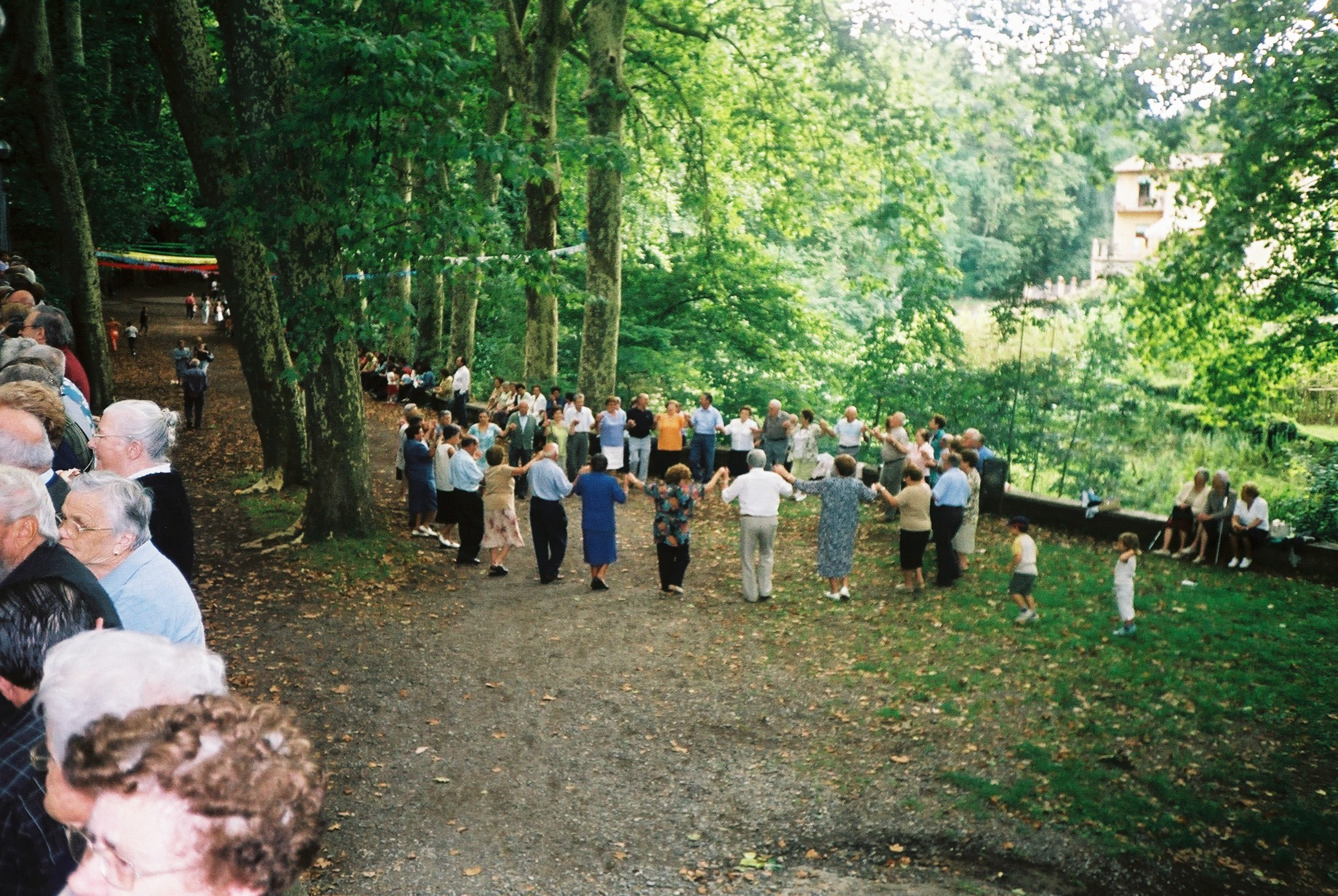
Sardanatänzer am 11. September 2005 in Olot bei den „Fonts de San Roc“ (Stadtfest und katalanischer Nationalfeiertag)

Die Sardana besteht aus einer bestimmten Abfolge von Tanzsätzen kurzer („tirada de curts“, genannt „curts“) und langer („tirada de llargs“, genannt „llargs“) Schritte. Bei den „curts“ halten alle Tänzer die Hände unten, während sie diese bei den „llargs“ nach oben erheben. Jede Sardana wird durch ein kurzes Präludium, das gewissermaßen dem Einhören und Einzählen der Tänzer dient, durch das Flabiol eröffnet. Dann folgen zwei „curts“ und zweimal zwei „llargs“. Die beiden letzten „llargs“ werden wiederum durch das Flabiol als Soloinstrument mit einem „Kontrapunkt“ eingeleitet. Wegen der Komplexität des 2/4 oder 6/8 Taktmusters und der Taktaufteilung gibt ein erfahrener Tänzer explizit während des Tanzes zählend den Takt vor. Dieser Taktgeber muss das gesamte Musikstück kennen und mental vorwegnehmen, damit er den Tanz mit einer passenden Schrittkombination zu Ende führen kann.

## Die Cobla, das Sardana-Orchester

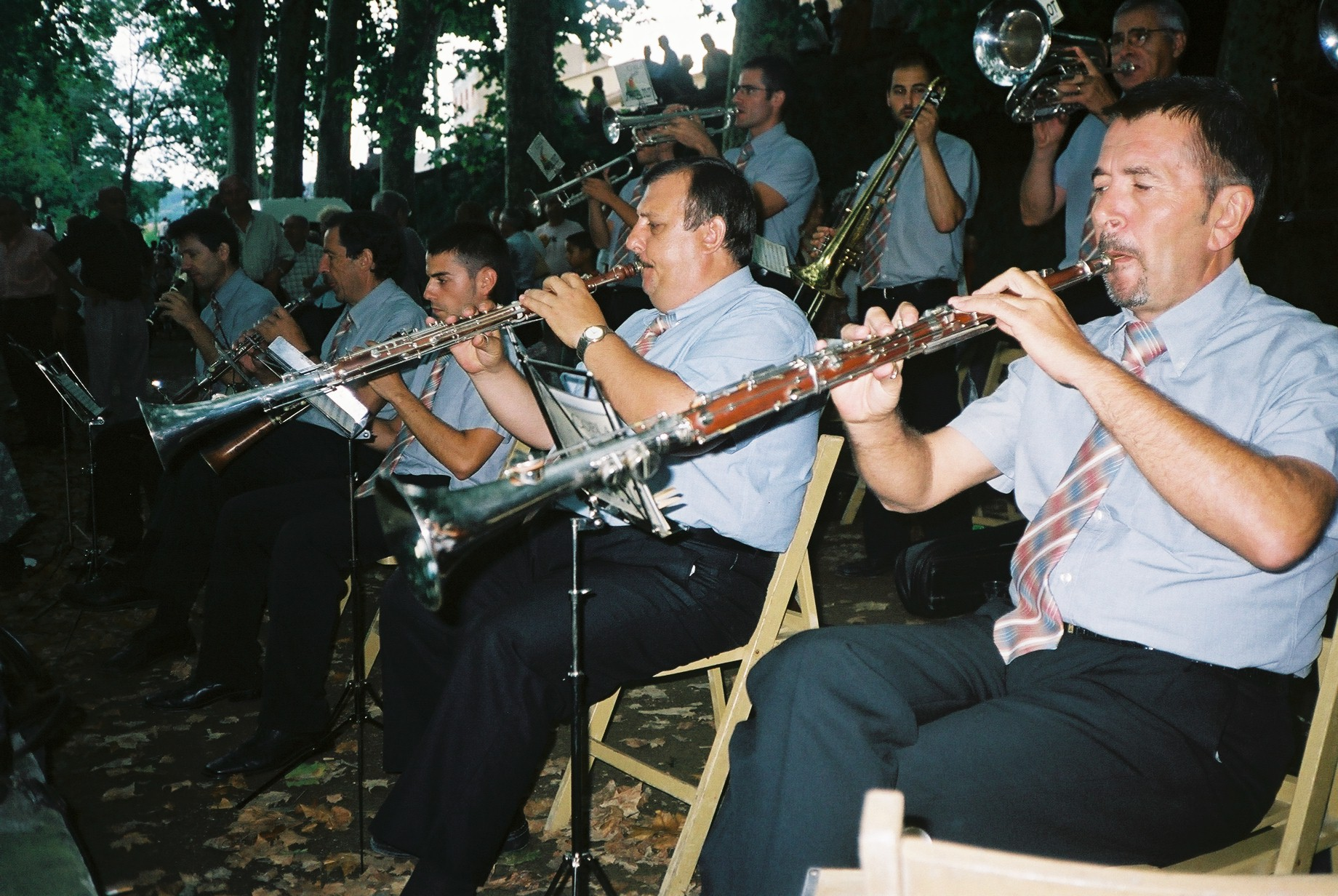
Die Cobla „La Principal d’Olot“ am 11. September 2005 in Olot bei den „Fonts de San Roc“ (Stadtfest und katalanischer Nationalfeiertag)

Die Cobla ist das volkstümliche, katalanische Sardana-Tanzorchester. Dieses Orchester weist seit Anfang des 20. Jahrhunderts folgende elf-köpfige Standardbesetzung mit zwölf Instrumenten auf:
1. Das flabiol, die katalanische Einhandflöte (vordere Reihe, einfach besetzt; wird mit der linken Hand gespielt)
2. Das tamborí, auch tabal, eine zum tabor gehörende kleine Zylindertrommel (vordere Reihe, vom Spieler des Flabiols mitbedient. Sie wird am linken Arm festgeschnallt und mittels eines Schlegels mit der rechten Hand geschlagen).
3. Das tible, ein katalanisches Holzblasinstrument mit doppelter Zunge (vordere Reihe, doppelt besetzt). Dieses Instrument ist aus der mittelalterlichen Diskantschalmei hervorgegangen.
4. Die tenora, ein katalanisches Holzblasinstrument (Holz – vorderer und mittlerer Bereich –; Blech – hinterer, distaler Bereich – in Teilen gemischt) (vordere Reihe, doppelt besetzt). Dieses Instrument ist aus der mittelalterlichen Tenorschalmei hervorgegangen.
5. Die Trompete (trompeta) (hintere Reihe, doppelt besetzt)
6. Die Posaune (trombó) (hintere Reihe, einfach besetzt)
7. Variante des Flügelhorns (fiscorn) (hintere Reihe, doppelt besetzt)
8. Der Kontrabass (contrabaix) (hintere Reihe, einfach besetzt)

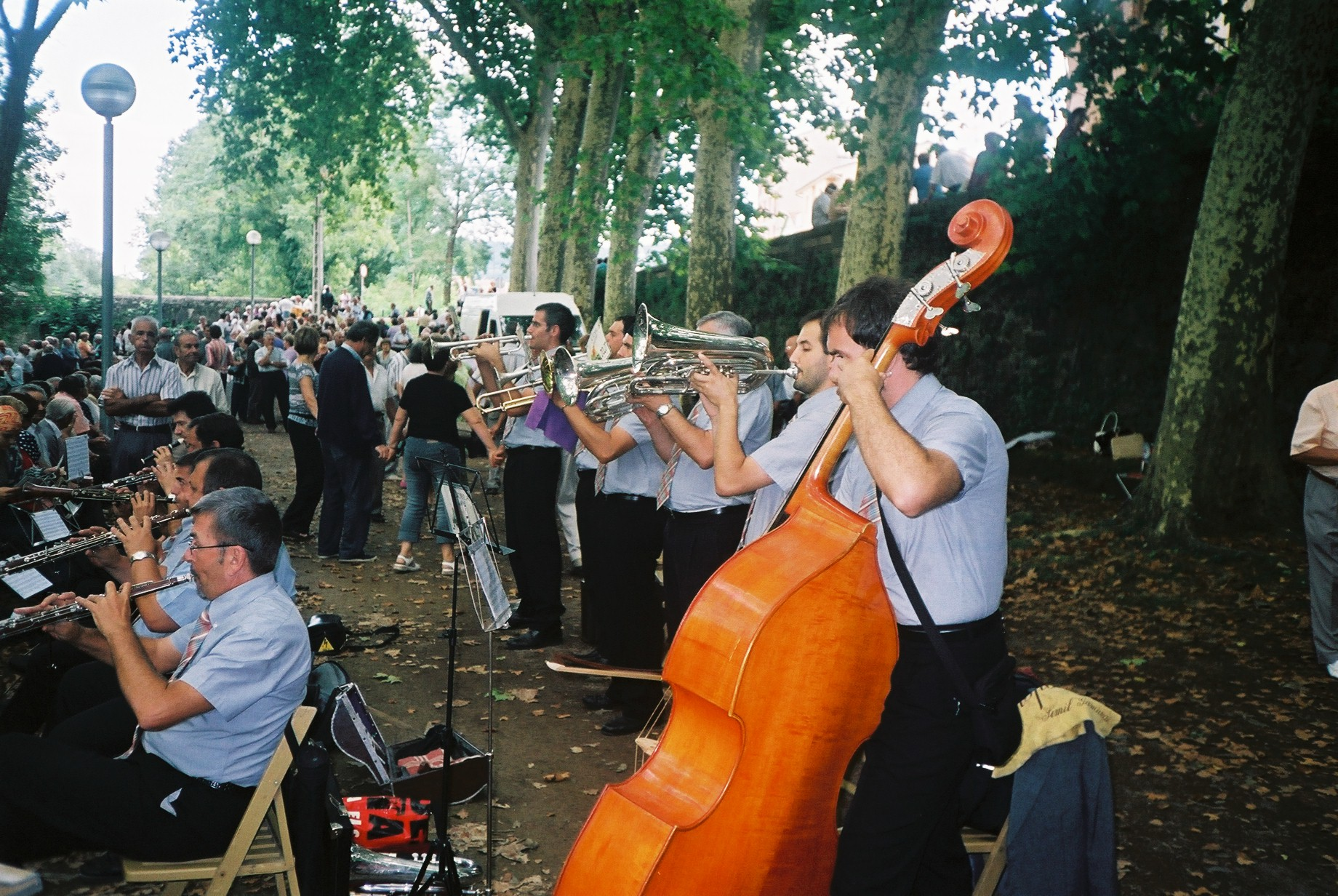
Die Cobla „La Principal d’Olot“ am 11. September 2005 in Olot bei den „Fonts de San Roc“ (Stadtfest und katalanischer Nationalfeiertag)

In ihren Ursprüngen bis zur Mitte des 19. Jahrhunderts wechselte die Besetzung der Cobla je nach Verfügbarkeit der Musiker und dem jeweiligen Auftrittsort. So wurden bei Auftritten im Freien größere, bei Auftritten in Sälen oder Hallen kleinere Ensembles zusammengestellt. Als Besetzungen kamen zu jener Zeit das sogenannte „tres quartans“ (drei Musiker spielen 4 Instrumente), die „enteres cobles“ (die volle Cobla mit 4 Musikern), die „mitges cobles“ (die halbe Cobla mit nur 2 Musikern) und die vor allem im Roussillon verbreitete „cobla rossellonesa“ (mit 6 Musikern) zum Einsatz. Hierbei wurden immer die folgenden Basisinstrumente verwendet: das flabiol, das tamborí, die cornamusa (eine Art Dudelsack) und die tarota, eine Hirtenpfeife. Diese wurden meist ergänzt um eine tible oder eine tenora.
Die um die Mitte des 19. Jahrhunderts bei den Blechbläsern neu eingeführte Ventil-Technik führte zur Weiterentwicklung dieser Instrumente und in einem kreativen Findungsprozess zur endgültigen Zusammensetzung der Cobla. Die neu ins Ensemble aufgenommenen Blechblasinstrumente (Das Flügelhorn oder fiscorn, die Posaune oder das trombó und eine zweite tenora) traten in eine wunderbare Balance mit den alten Holzblasinstrumenten. Den Kontrabass hat Pep Ventura, der erste greifbare Sardanakomponist (s. u.), selbst ins Ensemble eingeführt. Das flabiol und das tamborí werden von ein und demselben Musiker gleichzeitig gespielt. Diese Spielmannspraxis war noch im 13. Jahrhundert über ganz Europa verbreitet. Heute gelten die Pyrenäen (Baskenland und Katalonien) für diese Spielweise weltweit als letztes Reservat. Ende des 19. Jahrhunderts stabilisierte sich die heute bekannte Zusammensetzung der Cobla.
Die Cobla zeichnet sich also durch eine gelungene Kombination von mittelalterlichen Holzblas- und Blechblasinstrumenten des 19. Jahrhunderts erweitert um Elemente aus der mittelalterlichen Spielmannspraxis aus. Ihr charakteristischer Klang rührt von dem schmetternden Schalmeienton der beiden Tenoren und der beiden Tiblen her. Die Blechbläser verleihen dem Klangkörper das umfangreiche Volumen. Die Melodieführung hat meistens die erste Tenora inne.

## Motive, Themen und Kleiderordnung

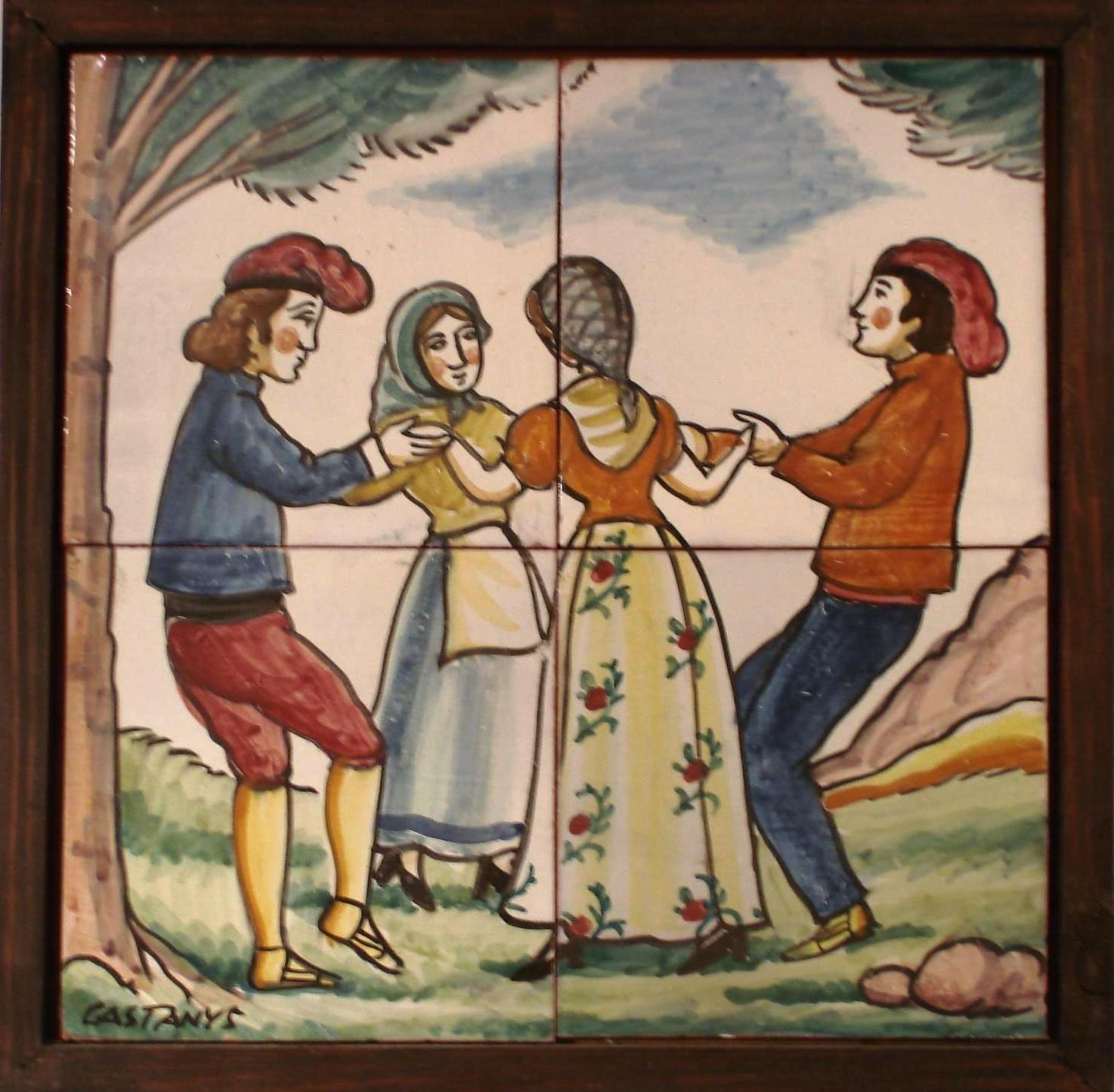
Sardanatänzer in traditioneller katalanischer Bauerntracht

Thematisch besingen die Sardanas sehr häufig der Landschaft und dem katalanischen Volk nahestehende Motive. So schildert beispielsweise die Sardana „L’Empordà“ die Entstehung der sehr fruchtbaren, ebenen, küstennahen Landschaft des Empordà als Ergebnis der Liebe zwischen einer Sirene des Mittelmeeres und eines Hirten aus den Pyrenäen, der im Winter die unwirtlichen Berge mit seiner Herde verlässt, um an der Küstenebene zu überleben. Hier verfällt der Hirte der Liebe einer Sirene. Das Ende vom Lied auf Katalanisch ist: „[…] i de l’amor plantaren la cabanya, fou L’Empordà!“ Zu Deutsch: „[…] und aus dieser Liebe schufen sie ihr Heim. So entstand das Empordà!“ Sowohl der Textdichter Joan Maragall als auch der Komponist dieser Sardana aus dem Jahr 1908 Enric Morera genießen in Katalonien allerhöchste Wertschätzung.
Aufgrund ihrer prinzipiellen „Weltoffenheit“ – jeder kann jederzeit in einen Sardana-Kreis eintreten und zwar genau dann, wenn ihm selbst danach zumute ist – gibt es keinerlei Kleidungszwang oder Kleidungsvorschriften für das Tanzen der Sardana. Es finden sich Tänzer in leichter Freizeitrobe, aber genauso ist es möglich, dass Geschäftsleute im Businessdress oder Bürger ferner Nationalitäten in ihrer jeweils spezifischen Landesrobe (dies vor allen Dingen in Barcelona) in das Tanzgeschehen eingreifen. Dennoch gibt es das häufig in der katalanischen Volkskunst gezeichnete, aber im realen Leben zumindest heute nicht mehr anzutreffende Idealbild eines Sardana-Tanzkreises, bei dem alle Tänzer in der traditionellen katalanischen Bauerntracht tanzen. Zu dieser Tracht gehören unter anderem folgende Elemente: Die von den beiden Damen in der Abbildung getragenen traditionellen katalanischen Haarnetze (kat.: xarxa), die ähnlich wie ein Fischernetz aus Knoten und Fäden erstellt werden. Die rote (für jüngere Herren) / dunkelviolette (für Herren gesetzteren Alters) katalanische, von den Herren getragene Bauernmütze (kat.: barretina), die ebenfalls von den Herren getragene, meist schwarze Bauchbinde (kat.: faixa) (in der Abbildung links von dem linken Herren getragen) und die auch in Deutschland wohlbekannten von Damen und Herren gleichermaßen getragenen espardenyes. Festzuhalten aber bleibt, die Sardana hat sich schon lange kleidungsmäßig emanzipiert und jeder, in seiner für seinen Stand oder Beruf typischen Kleidung darf, kann und sollte sich einfach in den Tanzkreis einbringen und integrieren.

## Geschichte

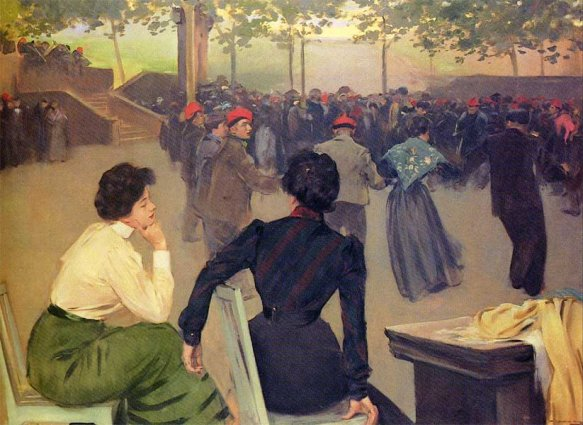
Sardanatänzer bei den „Fonts de Sant Roc“ in Olot (Gemälde von Ramon Casas, 1901)

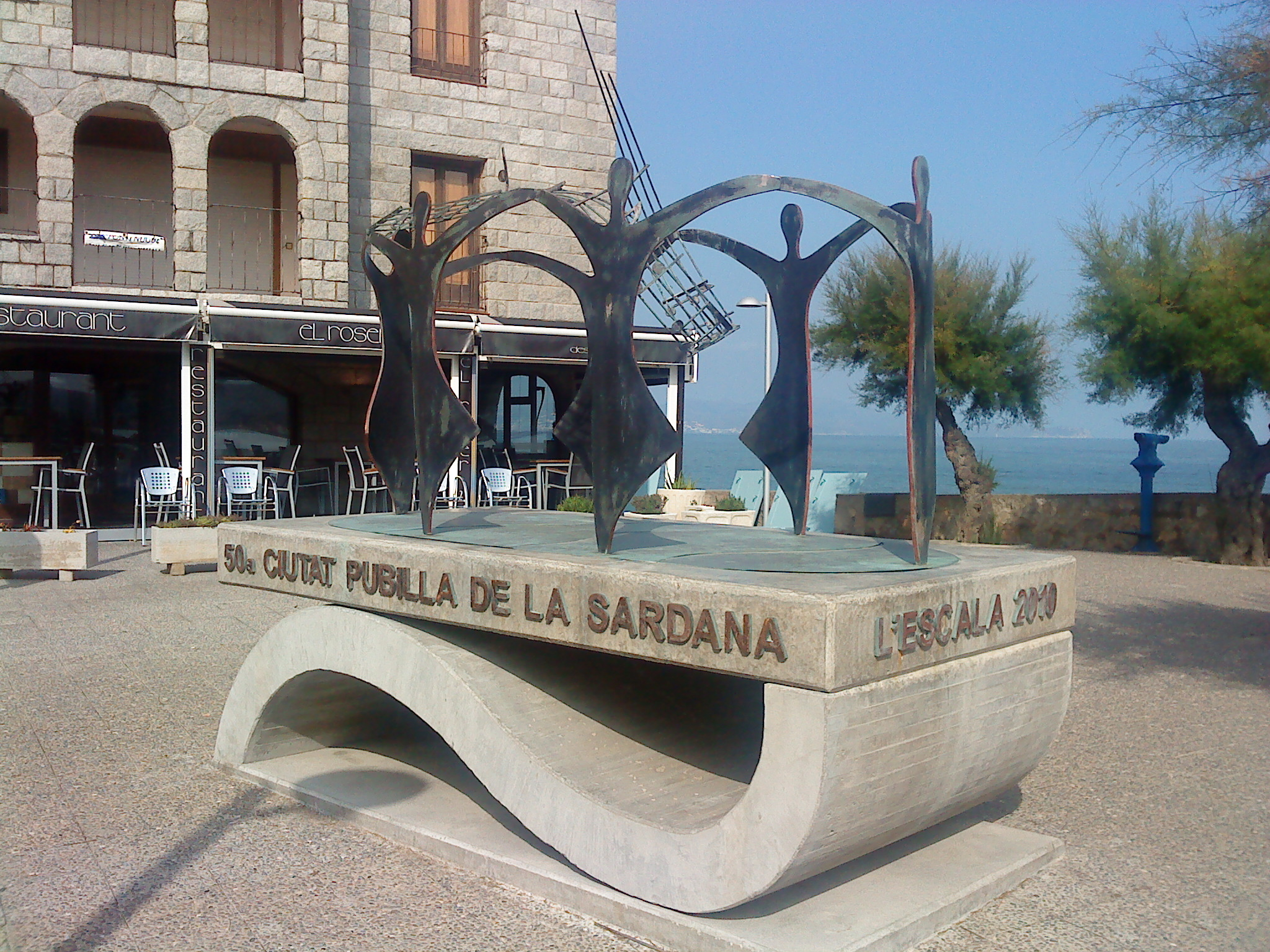
Denkmal zur 50-ten Ciutat Pubilla de la Sardana in L’Escala 2010

Die „Frühgeschichte“ der Sardana ist bisher erst sehr ungenau erforscht. Einige Forscher suchen ihren Ursprung in magischen Tänzen der frühen iberischen Halbinsel, andere sehen ihn in der Nachahmung von Gestirnbewegungen am Himmel. So sollen die „curts“ Bewegungen bestimmter Sterne am Nachthimmel und die „llargs“ die Bewegung der Sonne symbolisieren. Wieder andere Forscher sehen in der Sardana Relikte der kretischen Kultur, die über die Iberer vermittelt, bis heute weiterleben. Nach Jacint Verdaguer ist die Sardana schon in Alt-Griechenland von Homer beschrieben worden […]. Sie stammt von Sardus, „einem Sohn des Herakles ab, der jene Insel im Mittelmeer einnahm, der er dann seinen Namen gab: Sardinien. Und so mag die Urform der Sardana letztlich bis in die atlantische Kultur zurückweisen, denn die apollinische Harmonie dieses Tanzes, dieser Musik, Schritte und Kreisfigur scheint ursprünglichen Sternenrhythmen zu folgen“.
Im 14. Jahrhundert beschreibt das mittelalterliche „Llibre Vermell“ einen „ball rodó“, einen Rundtanz, den die „Romeus“ (Pilger auf dem Weg nach Rom) auf dem Bergmassiv des Montserrats bzw. im Kloster Montserrat selbst tanzten. Hierbei dürfte es sich um eine frühe Form der heutigen Sardana gehandelt haben. Das Wort „Sardana“ selbst taucht erst in Dokumenten des 16. Jahrhunderts auf. Sowohl das einfache Volk als auch die Herrscher sollen diesen Tanz praktiziert haben, ein deutlicher Hinweis auf die bis heute anhaltende soziale Integrationskraft dieses Tanzes. Sogar am kastilischen Hof tanzt man die Sardana ohne allerdings zu erwähnen, dass es sich um einen katalanischen Tanz handelt. Der Sprachwissenschaftler und Hofgeistliche Sebastián de Covarrubias y Horozco (1539–1612), der das erste etymologische Wörterbuch der spanischen Sprache verfasst hat, schreibt hierzu 1611 in diesem Tesoro de la lengua castellana: Zu den älteren Tänzen „wurden jetzt die Sardanas und andere Tänze eingeführt“.
Seit dem Beginn des 19. Jahrhunderts ist die Sardana als Musikgattung gut greifbar. Sie entwickelt sich im Rahmen der romantischen Rückbesinnung auf die katalanischen Sprache und Kultur zu dem identitätsstiftenden Volkstanz schlechthin. Pep Ventura (bekannt auch als „Pep de la Tenora“ mit bürgerlichem Namen „Josep Maria Ventura i Casas“, * 1817 in Alcalà la Real, Andalusien; † 1875 in Figueras, Katalonien) ist der erste namentlich bekannte Sardana-Komponist. Er lernte um 1840 in Perpignan das dort noch praktizierte Cobla-Musizieren kennen und entwickelte daraus die spezifisch katalanische Sardana. Er schrieb über 400 Stücke, hat die Tenora (Blasinstrument der Cobla) zu ihrer heutigen Form weiterentwickelt und schließlich die Gesamtzusammensetzung der Cobla verbindlich festgelegt. Originalnotensätze verwahrt das Orfeó Català (katalanische Musikgesellschaft) in Barcelona. Venturas Zeitgenosse Miquel Pardàs i Roure,  ein exzellenter Sardana-Tänzer, schrieb 1850 in Figueras die erste Sardana-Schule. Daraufhin wurden in vielen Städten Coblas gegründet und die Sardana setzte zu ihrem Siegeszug an. Ein Fest zu Ehren der spanischen Königin Isabel II (1830–1904) wurde im Jahr 1860 in ganz Katalonien mit großen Sardana-Festen gefeiert. Das Wiedererwachen (Renaixença) der katalanischen Sprache und Kultur wurde 1902 mit einem großen Sardana-Treffen in Barcelona gefeiert.

## Zur Etymologie des Wortes „Sardana“

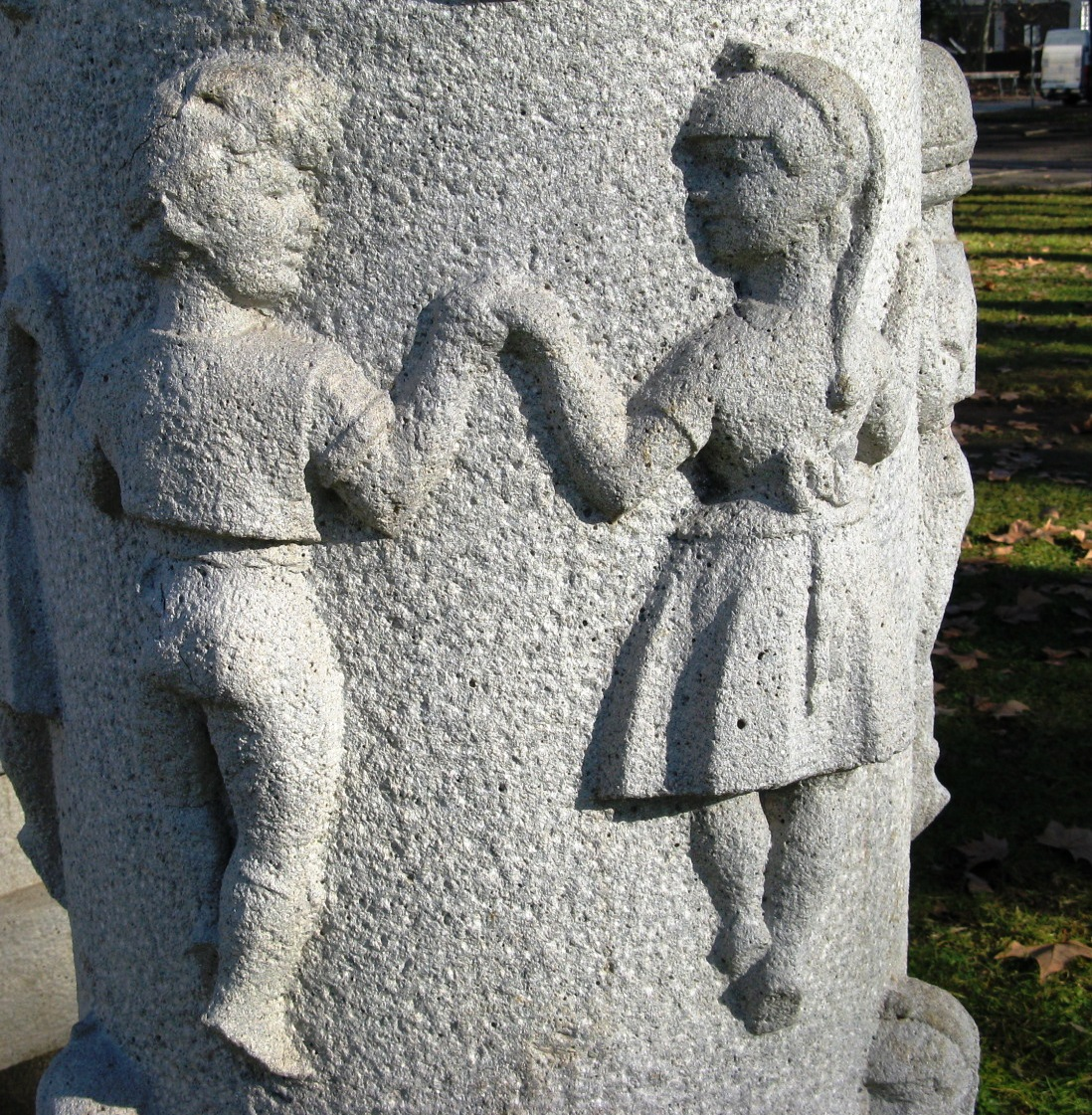
Ausschnitt aus dem Sardanadenkmal in Olot von Xavier Carbonell

Die Herkunft des Namens ist nicht mit letzter Sicherheit geklärt. Nach dem Linguisten Joan Coromines spricht einiges für die Annahme, dass der Name sich ursprünglich von der katalanischen Adjektivform cerdana (cerdà m, cerdana f) ableitet, was so viel bedeutet wie „aus der Cerdanya stammend“ oder in unserem Zusammenhang „wie man in der Cerdanya tanzt“. Die Cerdanya (auf keinen Fall zu verwechseln mit dem Toponym und der Insel Sardinien, katalanisch Sardenya) ist eine Landschaft in den östlichen Pyrenäen. Das bisher älteste bekannte Dokument zum Thema Sardana in katalanischer Sprache aus dem Jahr 1577 stammt aus dem Arxiu Municipal d’Olot (Stadtarchiv von Olot, Garrotxa, Katalonien). Hier findet sich die Bestimmung: „Es ist verboten, die Sardana und andere unanständige Tänze zu tanzen“ (in Alt-Katalanisch: „que.s prohibescha lo ball de la sardana y altres balls desonests [...]“). Es gibt auch viele frühe Belegstellen für das Wort in der spanischen (kastilischen) Sprache. Hier kann besonders gut der Übergang von der Schreibweise „cerdana“ über „çardana“ (in dem kastilisch-französischen Wörterbuch d’Oudin in der Ausgabe von 1616, in der Ausgabe von 1607 noch nicht enthalten) zu „sardana“ verfolgt werden. Als die Sardana Mitte des 19. Jahrhunderts im Empordà von Figueras ausgehend zu neuem Leben gelangte, war sie wohl in der Cerdanya, in ihrer Ursprungsregion, nicht mehr bekannt. Die oben dargestellte These zur Etymologie vertreten auch F. Pujol und J. Amades in ihrem „Diccionari de la dansa“. Die These des Philologen Pella i Forges, nach der die Iberer diesen Tanz in Asien gelernt, dann unter den Etruskern und Sardiniern verbreitet haben und letztere namengebend gewirkt haben, kann angesichts der heutigen Quellenlage (2006) nicht mehr vertreten werden.

## Die Sardana und die Katalanen

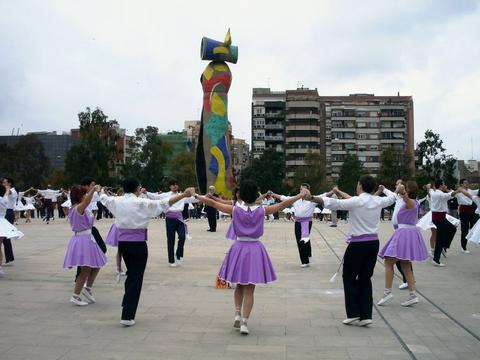
Sardana in Barcelona

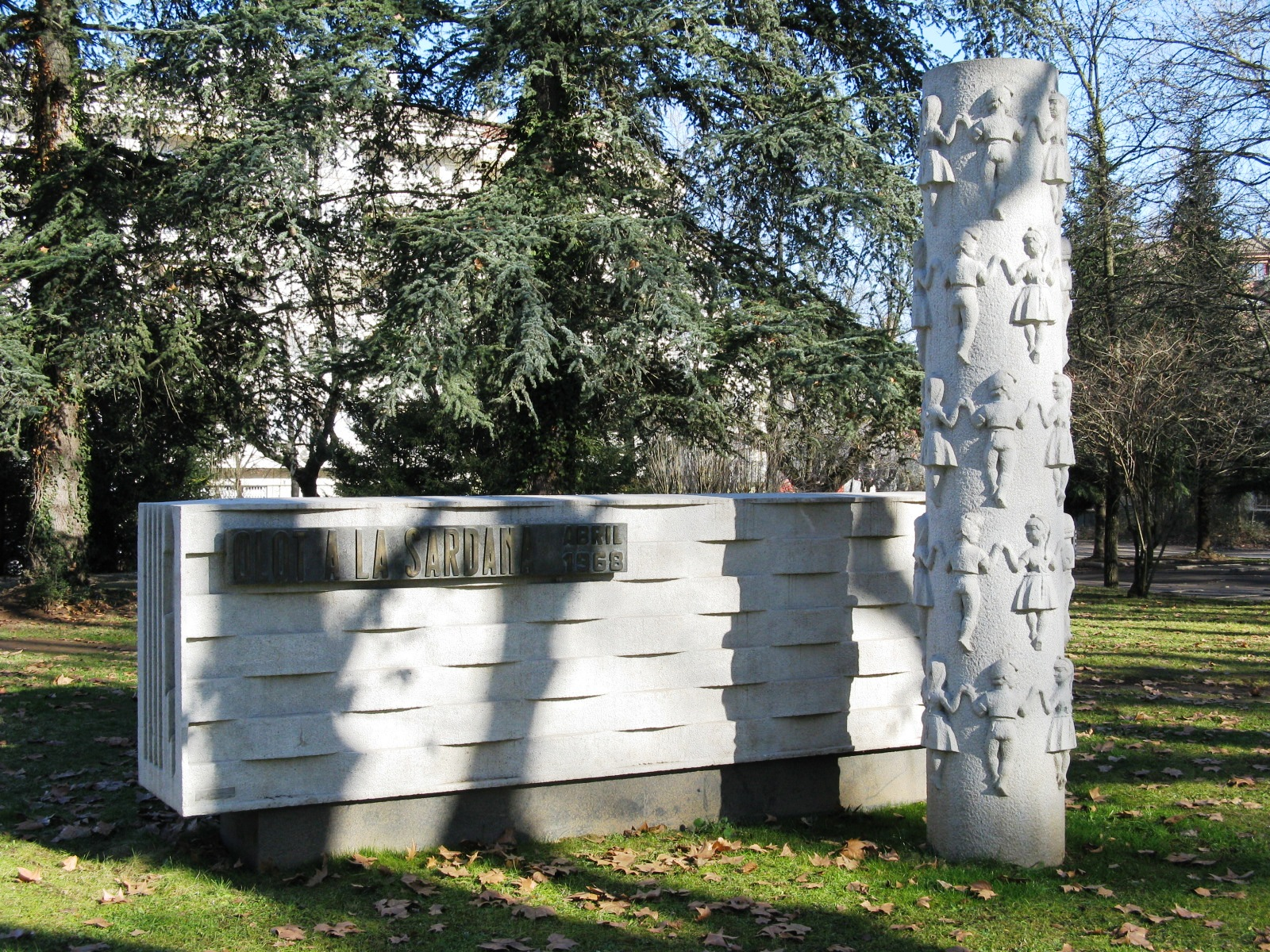
Das Sardanadenkmal in Olot von Xavier Carbonell errichtet zur Pubillatge von 1968

In Barcelona wird die Sardana jeden Sonntag um 18:30 Uhr auf der Plaça de Sant Jaume und mittags auf dem Platz vor der Kathedrale La Seu getanzt. Sie wird auch bei vielen Festen und besonderen, einige Tage dauernden Zusammenkünften, den Aplecs, aufgeführt. Seit 1960 wird jedes Jahr eine katalanische Stadt zur Ciutat pubilla de la Sardana, zur Erbin und Hüterin der Sardana-Tradition gekürt. Dies war beispielsweise 1960 Girona, 1961 Lleida, 1968 Olot und 1979 Barcelona. 2010 wurde die an der Costa Brava gelegene Stadt L’Escala zur 50. Ciutat pubilla de la Sardana gekürt. Auch die heute südfranzösische Stadt Banyuls wurde 1977 mit in diese Traditionspflege einbezogen. Die jeweilige Stadt veranstaltet Ende April ein großes Sardana-Fest. Der katalanische Musiker Pau Casals anlässlich einer solchen Pubillatge (Olot, 1968) zu „Sardana und den Katalanen“:
„Die Sardana, die vom Empordà ausging und ganz Katalonien erobert hat, ist mehr als ein Element unserer Folklore. Sie wurde zu unserem Nationaltanz, zu einem wesentlichen Baustein im Leben unseres Volkes. Die Demokratie inspiriert ihre Regeln. Jeder ist willkommen, zu jedem Moment. Die Feinfühligkeit gebietet es, in eine Sardana auf der linken Seite des Mannes neu einzutreten. So kann seine Partnerin auf der rechten Seite verbleiben. Das Symbol dieses Tanzes besteht darin, sich in vollkommener Harmonie und Gleichheit die Hände (in einem Kreis) zu reichen. Diese Normen verweisen auf die tiefsten Grundlagen unseres Charakters, denen wir immer treu bleiben sollten.“

### Ältere Basisliteratur zur Sardana
- Amades, Joan (Amades i Gelat): La Sardana; Barcelona, 1930
- Amades, Joan (Amades i Gelat): Diccionari de la Dansa, 1945
- Amades, Joan (Amades i Gelat): Folklore de Catalunya, 3 Bde. in der Reihe „biblioteca perenne“ „bp“, ISBN 84-298-0582-6
  - Volum I („bp“ 13): Rondallística; Barcelona 1974, ISBN 84-298-0583-4
  - Volum II („bp“ 15): Cançoner: Barcelona 1979, 2. Aufl., ISBN 84-298-0452-8
  - Volum III („bp“ 24): Costums i Creences 1980, 2. Aufl., ISBN 84-298-0464-1
- Bernadó, Amadeu: La Sardana; in: „Pont Blau“ (Zeitschrift), Mexiko 1955, III, 276–281
- Capdevila, Manuel: De la Sardana; Barcelona, 1925
- Capmany, Aureli (Capmany i Farrés): La Dansa a Catalunya, (2 Bände), Barcelona 1930
- Capmany, Aureli (Capmany i Farrés): La Sardana a Catalunya; Barcelona 1948
- Coromines, Pere (Coromines i Montanya): Vida de Pep de la Tenora (Das Leben von Pep de Ventura, des Erneuerers der Sardana im 19. Jahrhundert), Barcelona 1953; auch veröffentlicht im Gesamtwerk (Obres Completes), 1972, Seite 1193–1235
- Grahit i Grau, Josep: De la Sardana; Barcelona 1908
- Grahit i Grau, Josep: Les sardanes; Girona 1915
- Grahit i Grau, Josep: Recull sardanístic; Girona 1916
- Landon-Davies, John: Dancing Catalans; Edinburgh 1929
- Llongueres, Joan: Per la nostra sardana; Barcelona, 1933
- Montsalvatge i Castany, Jordi; Aleu i Massanet, Josep: La Sardana; Olot, 1895
- Pépratx-Saisset, Henry: La Sardane; Perpignan, 1956

### Neuere Sardana-Literatur
- Josep M. Mas i Solench: Diccionari Breu de la Sardana. Santa Coloma de Farners, 1981, ISBN 84-300-4216-4; 117 Seiten (kleines Wörterbuch zu Themen um die Sardana)
- Josep M. Mas i Solench: La Sardana – Danca Nacional de Catalunya. Barcelona, 1993, ISBN 84-393-2332-8 (Generalitat de Catalunya), ISBN 84-87254-50-0 (Editorial 92); (Reich bebilderter Band, deckt alle Aspekte der Sardana ab, dreisprachig: neben dem katalanischen Text, bietet der Band im Anhang Text-Übersetzungen in spanischer und englischer Sprache, 326 Seiten)
- Josep Mainar: Pep Ventura (in der Reihe „Gent Nostra“ Bd. 66); Barcelona o. J., ISBN 84-7327-187-4 (ein kleines Werk über Pep Ventura, den Erneuerer der Sardana, 50 Seiten)
- Josep Mainar: La Sardana – Dansa nacional, dansa viva. Barcelona 1986, ISBN 84-232-0250-X; (kleineres Werk über die Sardana, 94 Seiten)
- Josep Mainar, J. Vilalta: La Sardana. El fet històric. Vol. 1; Barcelona 1972
- Carles Riera i Vinyes, Josep M. Serracant i Clermont, Josep Ventura i Salarich: Diccionari D’autors de Sardanes i de Música per a Cobla. 2. korrigierte und erweiterte Auflage 2002, (ein ausführliches Lexikon zu Textdichtern und Komponisten von Sardanas, 255 Seiten)
- Hans Schmidt: Die Sardana – Tanz der Katalanen. Hamburg 1987, (334 Seiten)
- Lluís Subirana: La Sardana i els Intellectuals. Sabadell, 1990
- Lluís Subirana: La Sardana: Impressions i vivències (Selecció de textos). Tarragona 2002, ISBN 84-95559-55-2 (hierin unter anderem sehr gute Angaben über wissenschaftliche Arbeiten zur Sardana im deutschsprachigen Bereich, 150 Seiten)
- Lluís Subirana: Ciutats pubilles de la sardana 1960 – 1995 – Fotografies de Josep Llobet. Tarragona 1995, ISBN 84-88882-22-X

### Sardana- und Cobla-Schulen
- Aureli Capmany (Capmany i Farrés): Com es balla la Sardana. Barcelona 1924, 1928
- Josep Coll i Ligora: Mètode de Tenora i Tible. Cassà de la Selva, 1993
- Jaume Nonell, Lluís Subirana: Compàs, Compendi bàsic de la pràctica sardanista. Barcelona, 1988
- Francesq Pantebre i Arqués: La Sardana Pràtica – Un mètode d’aprentatge innovador. Andorra 2003, ISBN 99920-1-451-2
- Miquel Pardàs (Pàrdas i Roure): Mètodo per apendre de ballar sardanes llargues. Figueres, 1850
- Neus Saguer i Canadell, Elisabet Saguer i Canadell, Montserrat Forcada i Puig, Pere Nogue i Font: Un Tres i Fora! – Itineraris per aprendre a escoltar, comptar i repartir Sardanes. Girona 2001, ISBN 84-95483-13-0 (224 Seiten)
- Henry Pépratx-Saisset: Apprenons la Sardane … et dansons-la!. Perpignan, 1946

### Linguistische Themen
- Antoni Maria Alcover, Francesc de B. Moll (Moll i Casanovas): Diccionari Català-Valencià-Balear (DCVB), Bd. IX (Q-SOM), Seite 750, Artikel „Sardana“, Palma de Mallorca 1993, ISBN 84-273-0024-X (ISBN des kompletten Werkes: ISBN 84-273-0025-5) (Dieses Werk ist auch im Internet verfügbar; der Link befindet sich unter dem Artikel: Katalanische Sprache).
- Joan Coromines (Coromines i Vigneaux): Diccionari Crítico Etimològico de la Lengua Castellana, Bd. IV, S. 148–150, Artikel „Sardana“, Bern 1954–1957 (A. Francke AG), Madrid 1974 (Nachdruck, Editorial Gredos), ISBN 84-249-1329-9 (rustica, broschiert), ISBN 84-249-1330-2 (tela, Leinen)
- Joan Coromines (Coromines i Vigneaux): Diccionari Etimològic i Complementari de la Llengua Catalana. Bd. VII (R-SOF), Seite 674 ff. (Artikel „Saradana“), Barcelona 1996, ISBN 84-7256-297-2 (ISBN des kompletten Werkes: ISBN 84-7256-173-9)

### Deutschsprachige Literatur
- Heinrich Besseler: Cobla. In: Friedrich Blume (Hrsg.): Die Musik in Geschichte und Gegenwart (MGG). Erste Ausgabe, Band 2 (Boccherini – Da Ponte). Bärenreiter/Metzler, Kassel u. a. 1952, DNB 550439609, Sp. 1517–1520 (= Digitale Bibliothek Band 60, S. 14227–14232)
- Marius Schneider: Sardana. In: Friedrich Blume (Hrsg.): Die Musik in Geschichte und Gegenwart (MGG). Erste Ausgabe, Band 11 (Rasch – Schnyder von Wartensee). Bärenreiter/Metzler, Kassel u. a. 1963, DNB 550439609, Sp. 1401–1403 (= Digitale Bibliothek Band 60, S. 65840–65844)
- Torsten Eßer: Diguem yes! Vom katalanischen Protestlied zum Mestizo-Sound. Musik in Katalonien. In: Torsten Eßer, Tilbert D. Stegmann (Hrsg.): Kataloniens Rückkehr nach Europa 1976–2006: Geschichte, Politik, Kultur und Wirtschaft (= Kultur: Forschung und Wissenschaft. Bd. 8). LIT Verlag, Münster 2007, ISBN 978-3-8258-0283-7.